# 三伯英台 (1963年電影)

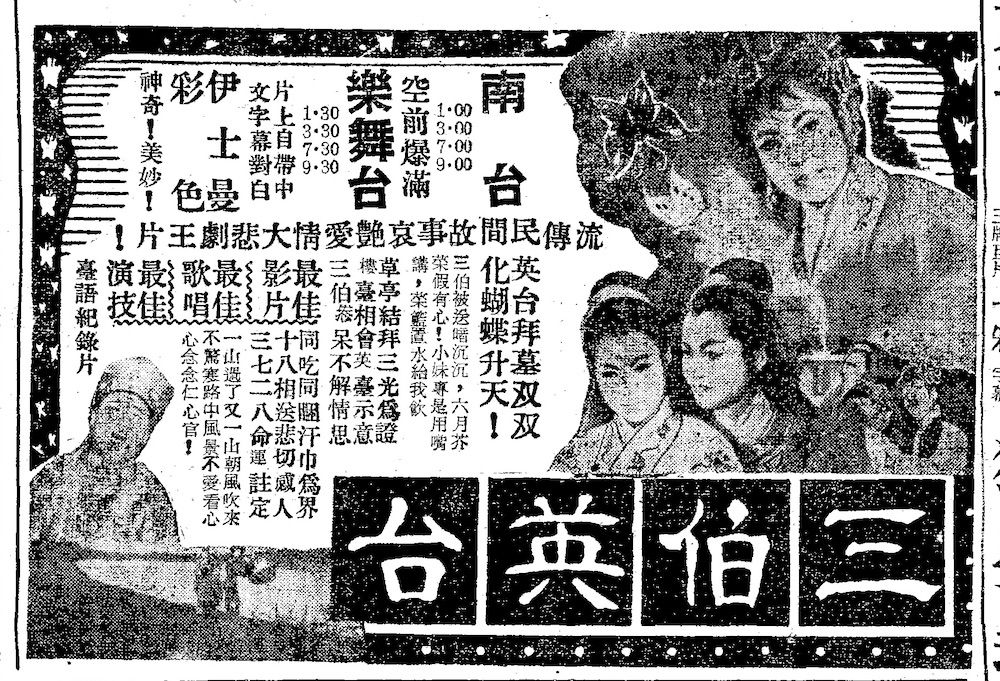
1963年5月間《民聲日報》上的電影廣告。

《三伯英台》是1963年4月24日上映於台灣的一部台語片，為美都歌劇團主演的歌仔戲電影。本片的導演為李泉溪、攝影為賴成英，原本是以製作1959年《英台拜墓》的彩色重拍版本為目的而拍攝，成本約為當時的新台幣40萬元，相較於1962年的台語片平均製作成本25萬元而言，算是當時成本偏高的一部台語電影。
電影上映當天，正好遇上當時香港邵氏兄弟出品的黃梅調電影《梁山伯與祝英台》於台北盛大獻映。相形之下，《三伯英台》在商業上並不成功，之後美都也轉而改拍華語片，往後一段時間也少有彩色台語片的拍攝。